# Walter Capps

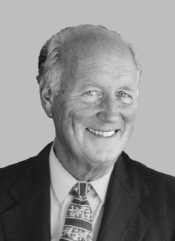
Walter Capps

Walter Holden Capps (* 5. Mai 1934 in Omaha, Nebraska; † 28. Oktober 1997 in Reston, Virginia) war ein US-amerikanischer Politiker. Im Jahr 1997 vertrat er den Bundesstaat Kalifornien im US-Repräsentantenhaus.

## Werdegang
Walter Capps besuchte bis 1958 die Portland State University in Oregon und danach bis 1960 das Augustana Theological Seminary in Illinois. Nach einigen weiteren Studiengängen an verschiedenen Universitäten lehrte er zwischen 1964 und 1996 Theologie an der University of California in Santa Barbara. Gleichzeitig begann er als Mitglied der Demokratischen Partei eine politische Laufbahn.
Bei den Kongresswahlen des Jahres 1996 wurde Capps im 22. Wahlbezirk von Kalifornien in das US-Repräsentantenhaus in Washington, D.C. gewählt, wo er am 3. Januar 1997 die Nachfolge von Andrea Seastrand antrat und sein Mandat bis zu seinem Tod am 28. Oktober desselben Jahres ausübte. Capps erlag den Folgen eines Herzanfalls, den er auf dem Washington Dulles International Airport erlitten hatte, in einem Krankenhaus in Reston. Sein Abgeordnetenmandat fiel nach einer Sonderwahl an seine Witwe Lois Capps.